# Octafluorcyclobutan
Octafluorcyclobutan ist eine chemische Verbindung aus der Gruppe der organischen Fluorverbindungen.

## Herstellung
Durch volle Fluorierung von Cyclobutan mit elementarem Fluor über radikalische Substitution (für genaueres siehe Trichlormethan) lässt sich die Perfluorverbindung herstellen:
{\displaystyle \mathrm {C_{4}H_{8}+8\ F_{2}\longrightarrow \ C_{4}F_{8}+8\ HF} }

## Eigenschaften
Octafluorcyclobutan ist ein farbloses nicht brennbares Gas mit etherischem Geruch, welches geringfügig löslich in Wasser ist. Industriell wird es in Form von Druckgasflaschen geliefert, in denen es in verflüssigter Form vorliegt. Beim Ausströmen der Flüssigkeit oder beim Entweichen großer Gasmengen bilden sich kalte Nebel, die sich am Boden ausbreiten. Bei hohen Konzentrationen besteht Erstickungsgefahr. Seine kritische Temperatur liegt bei 115,32 °C, der kritische Druck bei 27,8 bar, die kritische Dichte bei 0,62 kg/l, die Tripelpunkt-Temperatur bei −40,2 °C und der Tripelpunkt-Druck bei 0,191 bar.

## Verwendung
Octafluorcyclobutan wird in der Halbleitertechnik als Ätz- und Passivierungsgas verwendet (vgl. Reaktives Ionentiefenätzen). Weiters wird Octafluorcyclobutan wegen seiner hohen Durchschlagsfestigkeit, diese ist bei Normaldruck um ca. 25 % höher als bei dem in gasisolierten Schaltanlagen eingesetzten Schwefelhexafluorid (SF6), auch in der Hochspannungstechnik als Isoliergas eingesetzt.

## Ökologische Aspekte
Octafluorcyclobutan ist ein starkes und extrem langlebiges Treibhausgas mit einer atmosphärischen Verweildauer von 1400 bis 3200 Jahren. 2019 wurde bekannt, dass die tatsächlichen Emissionen einiger Staaten deutlich größer sind als die nach Pariser Klimaschutzabkommen gemeldeten. Neben Indien und Russland wurden erhöhte Emissionen insbesondere in China nachgewiesen. Es wird vermutet, dass die Emissionen im Zusammenhang mit der Teflonproduktion stehen.